# Llengua polinòmica
Una llengua polinòmica és un conjunt de varietats lingüístiques amb certes diferències tipològiques (en termes de la fonètica de morfologia o sintaxi), però considerades pels seus parlants com dotades d'una forta unitat. Per tant, articula fenòmens tipològica (variació) i fenòmens de representació sociolingüística. Aquest concepte va ser desenvolupat per lingüista Jean-Baptiste Marcellesi per descriure la situació particular de la llengua Corsa, però s'adapta fàcilment al cas d'altres llengües minoritàries. Té un impacte directe sobre la política lingüística i el procés de normalització: dona una base científica a la idea que una comunitat lingüística pot gestionar la seva unitat sense que aquesta impliqui necessàriament la imposició d'una varietat lingüística respecte a les altres. Cal destacar el paper dels parlants en les decisions de política lingüística. Aquest concepte és comparable al de llengua Ausbau, o llengua que es pot considerar com un dialecte d'una altra llengua, però que es diferencia significativament segons els seus usuaris.